# Vilameán
Vilameán (oficialmente San Bieito de Vilameán) es una parroquia española del municipio de Tomiño, perteneciente a la provincia de Pontevedra, en la comunidad autónoma de Galicia.

## Historia
Hacia mediados del siglo XIX, el lugar, ya por entonces perteneciente a Tomiño, tenía contabilizada una población de 363 habitantes. Aparece descrito en el decimosexto y último volumen del Diccionario geográfico-estadístico-histórico de España y sus posesiones de Ultramar de Pascual Madoz con las siguientes palabras:

VILAMEAN (San Benito): felig. en la prov. de Pontevedra (7 1/2 leg.), part. jud. y dióc. de Tuy (1 1/2), ayunt. de Tomiño. sit. á la der. del r. Forcadela, afluente del Miño; con libre ventilacion y clima sano. Tiene 94 casas en los l. de Castro, Granja, Hospital, Porto, Ral y Silvoso. La igl. parr. (San Benito), se halla servida por un cura de entrada y provision de S.M. y del diocesano. Confina N. San Salvador de Tebra; E. Taborda; S. y O. Barrantes. El terreno es montuoso y de buena calidad. prod.: maiz, centeno, trigo, castañas, patatas, habichuelas, frutas, vino y pastos; hay ganado vacuno y lanar, y caza de perdices, liebres y conejos. pobl.: 94 vec. 363 almas. contr.: con su ayunt. (V.).
(Madoz, 1850, pp. 69-70)

En 2022, tenía empadronados 353 habitantes.